# Columbia River
Columbia River er en flod i den nordvestlige del af USA og sydvestlige del af Canada. Floden har givet navn til Columbia County i delstaten Washington i USA. Flodens længde er ca. 2.000 kilometer og er Nordamerikas fjerdestørste flod målt i vandvolumen.
Floden løber fra den canadiske provins British Columbia gennem den amerikanske stat Washington og danner meget af grænsen mellem Washington og Oregon, før den løber ud i Stillehavet. Floden udspringer i 820 meters højde ved Columbia Lake i de canadiske Rocky Mountains.
Langs floden lever et rigt og varieret dyreliv og i floden findes mange fisk - bl.a. laks.
Columbia River er den flod i Nordamerika, der bidrager med mest elektrisk energi gennem vandkraft. Floden afvander 7 stater i USA og en canadisk provins. Derudover løber Columbia gennem den Canadisk provins British Columbia. Columbia er den 12. længste flod i USA og har det sjette største afvandingsområde.

## Bifloder
Columbia Rivers bifloder er bl.a.
Kootenay River, Snake River, Pend Oreille River, John Day River, Spokane River, Okanogan River, Yakima River, Cowlitz River og Willamette River.

## Afvandingsområde
Snake afvander dele af områder i flere amerikanske stater og en canadisk provins:
USA: Wyoming, Utah, Montana, Nevada, Idaho, Oregon, Washington
Canada: Alberta

## Galleri
- Flodens løb
- Tre transportformer langs floden
- Columbia i Washington
- Columbia i Oregon
- Columbia i Canada
- Columbia Lake
- Grand Coulee dæmningen

## Andre store floder i USA
Mississippi
Missouri
Rio Grande
Colorado
Red River